# Clinton (Minnesota)
Clinton ist eine Kleinstadt (mit dem Status „City“) im Big Stone County im Westen des US-amerikanischen Bundesstaates Minnesota. Das U.S. Census Bureau hat bei der Volkszählung 2020 eine Einwohnerzahl von 386 ermittelt.

## Geografie
Clinton liegt am Westufer des Eli Lake auf 45°27′37″ nördlicher Breite und 96°26′01″ westlicher Länge. Der Ort erstreckt sich über 2,67 km².
Benachbarte Orte von Clinton sind Graceville (12,3 km nördlich) und Ortonville (18,3 km südlich).
Die nächstgelegenen größeren Städte sind Minneapolis (284 km ostsüdöstlich), Minnesotas Hauptstadt Saint Paul (303 km in der gleichen Richtung), Rochester (436 km südöstlich), Sioux Falls in South Dakota (240 km südlich) und Fargo in North Dakota (168 km nördlich).

## Verkehr
Durch das Stadtgebiet von Clinton verläuft der in Nord-Süd-Richtung verlaufende U.S. Highway 75 als Hauptstraße. Alle weiteren Straßen innerhalb von Marshall sind untergeordnete Fahrwege oder innerstädtische Verbindungsstraßen.
Der Ortonville Municipal Airport befindet sich 17,3 km südlich von Clinton. Der nächste Großflughafen ist der Minneapolis-Saint Paul International Airport (302 km ostsüdöstlich).

## Demografische Daten
Nach der Volkszählung im Jahr 2010 lebten in Clinton 449 Menschen in 201 Haushalten. Die Bevölkerungsdichte betrug 168,2 Einwohner pro Quadratkilometer. In den 201 Haushalten lebten statistisch je 2,21 Personen.
Ethnisch betrachtet setzte sich die Bevölkerung mit zwei Ausnahmen nur aus Weißen. Unabhängig von der ethnischen Zugehörigkeit waren 1,3 Prozent der Bevölkerung spanischer oder lateinamerikanischer Abstammung.
23,2 Prozent der Bevölkerung waren unter 18 Jahre alt, 54,3 Prozent waren zwischen 18 und 64 und 22,5 Prozent waren 65 Jahre oder älter. 52,3 Prozent der Bevölkerung war weiblich.

Das mittlere jährliche Einkommen eines Haushalts lag bei 37.500 USD. Das Pro-Kopf-Einkommen betrug 19.715 USD. 16,2 Prozent der Einwohner lebten unterhalb der Armutsgrenze.